# مسجد جاوة الوسطى الكبير
مسجد جاوة الوسطى الكبير هو مسجد في مدينة سمارانغ الواقعة في جاوة الوسطى في إندونيسيا.

## التخطيط
تشمل مساحة مجمع المسجد على حوالي 10 هكتارات أو 25 فدانا، هناك ثلاث بنايات مركزية مرتبة في شكل يو باللغة الإنجليزية، يقع مسجد القبة في مركز المجمع، حيث بني سقفه من القرميد، وللمسجد المركزي أربعة مآذن، مع سقف مركزي يشبه سطح جوغلوا (الدور الجاوية التقليدية)، وترمز الخطوات الصاعدة نحو السماء في طلب الحصول على بركة الله، وتشمل على قاعة يمكن أن تستوعب ما يصل إلى 2,000 شخص.
في الساحة المركزية ست مظلات كبيرة تعمل هيدروليكيا، مستوحاة من تلك الوجودة في المسجد النبوي في المدينة المنورة، والتي تستخدم لحماية المصلين من أشعة الشمس والمطر، المظلات الست تمثل مبادئ الإيمان الستة، يمكن أن تستوعب 15,000 مصلٍ تتناسب مع مساحة قدرها 7,669 متر مربع (82,550 قدم مربع)، وفي النهاية المفتوحة للحرف يو توجد سلسلة من الأقواس عددها 99 قوس، تمثل روحيا 99 صفة واسم من أسماء الله الحسنى، تقف قاعة الصلاة على 25 عمودا، تمثل هذه الأعداد الأنبياء المذكورين في القران الكريم، ما وراء الأقواس نقش على طول 3,2 متر (10 قدم) طويل الارتفاع، صمم النقوش نيومان محمد العليم
.

### المأذنة
المأذنة يبلغ ارتفاعها 99 متر (325 قدم) تمثل روحيا 99 صفة واسم من أسماء الله الحسنى، صممت المأذنة لتشبه مئذنة مسجد في كودوس، تضم المأذنة محطة إذاعة التقوى، بالإضافة لمتحف عند قاعدته ومطعم ومركز مراقبة قرب قمته، القمة العلوية يمكن الوصول إليها بواسطة المصعد، وفي أوقات العمل هناك فندق يتكون 23 غرفة.

## التاريخ
بدأت الاستعدادات لبناء المسجد في السادس من شهر حزيران من عام 2001، عندما شكل حاكم جاوة الوسطى فريقا للتنسيق لبناء الجامع الكبير يتألف هذا الفريق من الهيئات الحكومية مثل حكومات المقاطعات وحكومة المدينة، فضلا عن الهيئات الخاصة مثل مجلس العلماء الاندونيسي، في سبتمبر عام 2001 نشرت الفريق جدول زمني للبناء المقترح، وجاء التمويل من الحكومة المحلية، بدأ البناء في السادس من شهر سبتمبر عام 2002، عندما كان سعيد عقيل حسين آل منور رئيس مجلس العلماء، وكان محافظ جاوة الوسطى ماردى يانتو قد وضعوا الخطة الأولى، في حين كان المسجد لا يزال تحت الإنشاء أديت فيه صلاة الجمعة يوم التاسع عشر من شهر مارس عام 2004، المسجد الآن مصدر جذب سياحي.